# Sarah Colonna
Sarah Colonna (* 29. Dezember 1974) ist eine US-amerikanische Komikerin, Schauspielerin und Autorin.

## Karriere
Colonna ist aufgewachsen in Farmington, Arkansas. Sie ist seit 2007 Autorin und Mitwirkende der Late-Night-Show Chelsea Lately bei E! Entertainment Television. Sie ist außerdem Co-Produzentin und Mitwirkende der Mockumentary After Lately. Daneben tourt sie häufig als Stand-up-Comedian durch die USA. Im Februar 2012 erschien ihr erstes Buch Life As I Blow It: Tales of Love, Life & Sex . . . Not Necessarily in That Order.

## Filmografie (Auswahl)
- 2003: Scare Tactics
- 2007: Monk
- 2009: Taras Welten
- 2018–2019: Insatiable (Fernsehserie)

## Persönliches
Colonia ist seit dem 9. Juli 2016 mit dem American-Football-Spieler Jon Ryan verheiratet.